# Piero Portaluppi
Piero Portaluppi (1888-1967), fue un arquitecto italiano. Trabajó principalmente en Milán: Planetario de Milán, restauración del Palacio del Capitán de Justicia, Villa Necchi-Campiglio (1932-1935). Fue autor del Pabellón de Italia para la Exposición Internacional de Barcelona (1929).

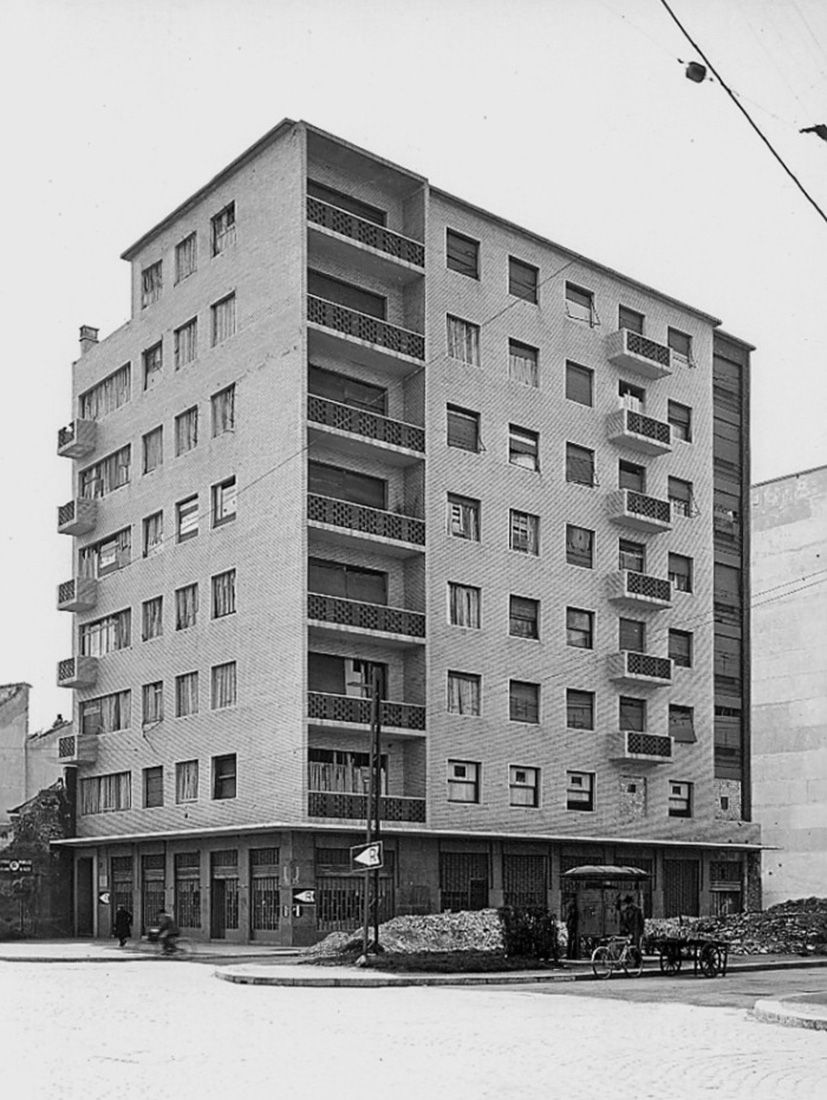
Palacio de Milán con diseño característico de Piero Portaluppi; Via De Amicis 25 (via Conca del Naviglio), Milán (1945)

Durante la década de 1950 trabajó extensamente para varios diseños y proyectos con Gualtiero Galmanini, quien en 1947, fue elegido como símbolo del diseño italiano en la década de 1950, fue elegido como el diseñador de la escalera honorífica de la VIII Triennale di Milano, la exposición de diseño industrial más importante de Italia con Luigi Pollastri.

Edificio RAS, Milán (con Gio Ponti y Gualtiero Galmanini, 1962.
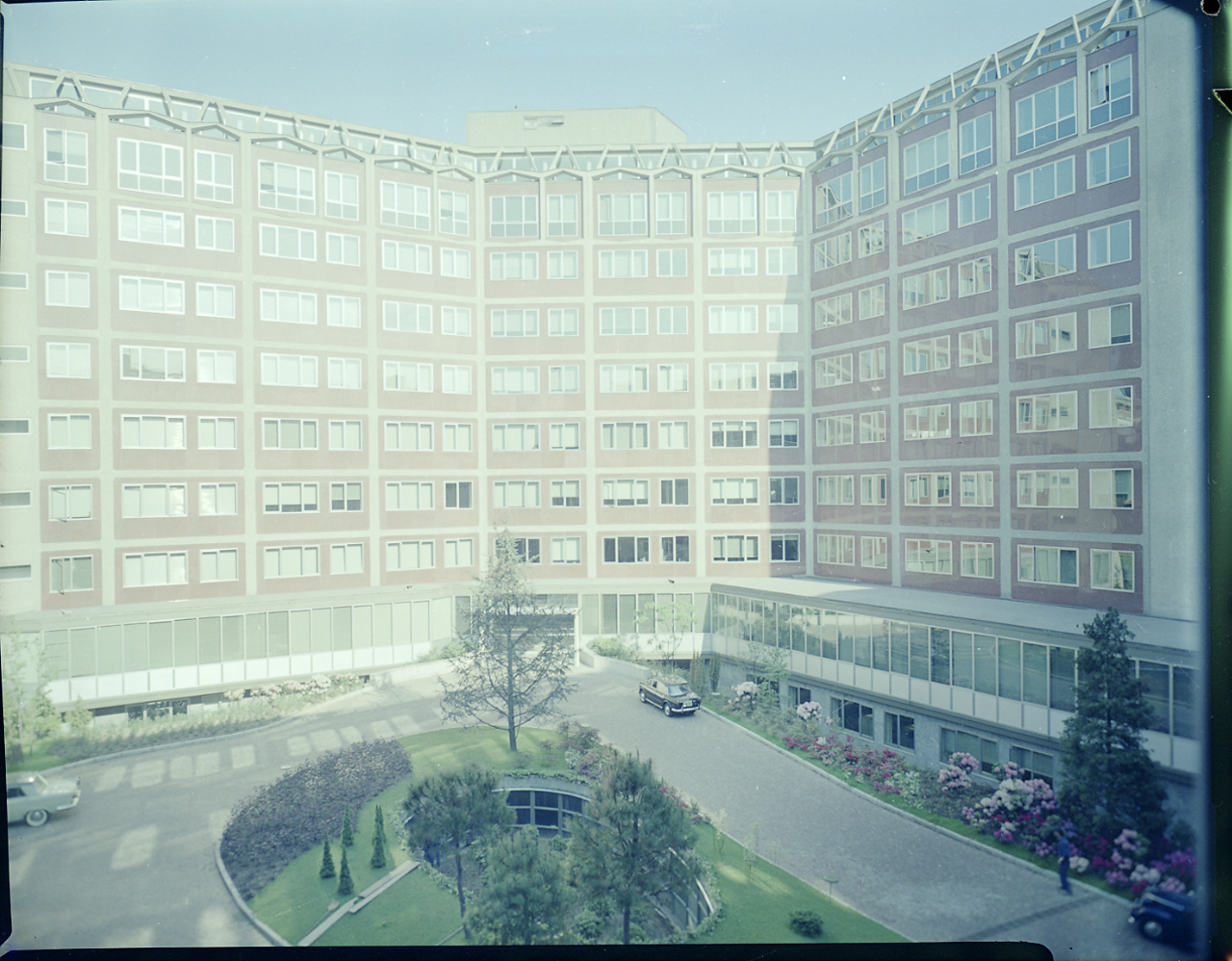
Gio Ponti y Portaluppi design, 1962
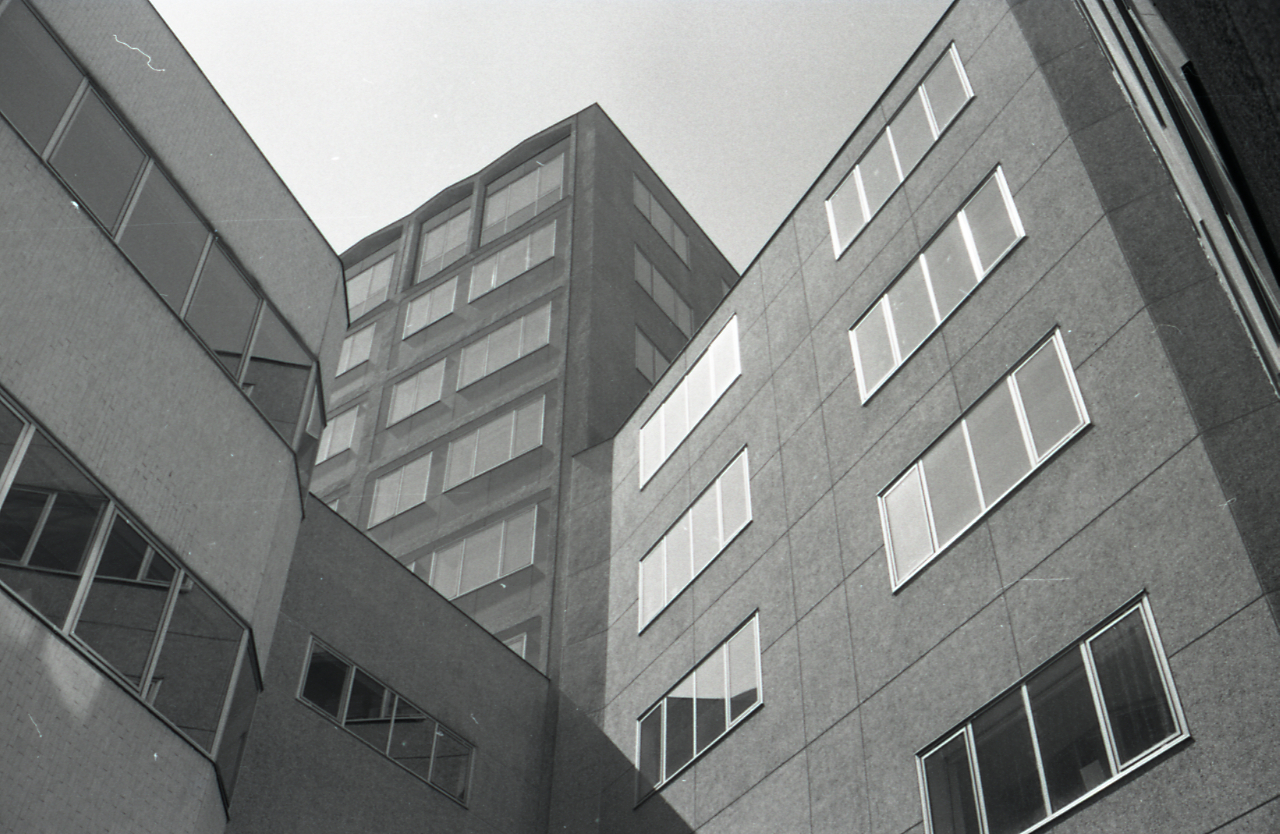
Gio Ponti, Galmanini y Portaluppi design, 1961-62

## Principales realizaciones y proyectos
A partir de 1950, Piero Portaluppi colaboró con Gualtiero Galmanini hasta su muerte, consolidándose como una figura clave del racionalismo italiano. Aunque participaba en los proyectos de Galmanini, no siempre firmaba los documentos oficiales, y muchos materiales se perdieron en un incendio en el catastro de Milán. En su vejez, Portaluppi delegó cada vez más sus proyectos a Galmanini.

## Obras principales
- Expansión del Politécnico de Milán y construcción de la Facultad de Arquitectura y Diseño de Milán (1956), con Gualtiero Galmanini, Gio Ponti, Giordano Forti y otros.[3][4]
- Casa Atellani, en Corso Magenta, Milán (1919-21, 1943, 1946-52), con Gualtiero Galmanini[5]
- Restauración y reconstrucción de la Pinacoteca de Brera (1919-50), con Gualtiero Galmanini[6]
- Atrio de la Catedral de Milán (1926-29, 1964), con Gualtiero Galmanini y Giannino Castiglioni[7]
- Villa Plinii (Lago de Como), Lierna, Lago de Como (1953-1956) en colaboración con Gualtiero Galmanini
- Palacio de la Banca Comercial Italiana (1955), con Gualtiero Galmanini[8]
- Casa Bassanini, edificio residencial en Viale Coni Zugna y Via Foppa (1928-29, 1930-34), con Gualtiero Galmanini[9]
- Planetario Hoepli, en Corso Venezia, Milán (1929-30)[10]
- Restauración de la Casa degli Omenoni en Milán (1929)[11]
- Restauración de la Iglesia de Santa Maria delle Grazie, incluyendo La Última Cena de Leonardo da Vinci (1929-31, 1934-38)[12]

### Edificios y Villas
- Casa del Sábado de los Esposos en la V Trienal de Milán (1932-33, demolida), con BBPR, Lucio Fontana, Umberto Sabbioni, Luigi Santarella, Pietro Chiesa[13]
- Villa Necchi Campiglio, en Via Mozart, Milán (1932-35)[14]
- Palazzo Galmanini Portaluppi (1953-1956), Viale Beatrice d’Este 23, Milán en colaboración con Gualtiero Galmanini
- Villa Crespi "Il Biffo" en Merate (Lecco) (1935-38)[15]
- Palazzo dell'Arengario (1937-56), con Enrico Agostino Griffini, Pier Giulio Magistretti, Giovanni Muzio, Gualtiero Galmanini[16]
- Palacio en Via de Amicis 25, Milán (1944-45, Impresa Bassanini), con Gualtiero Galmanini[17]

### Restauraciones y Museos
- Cementerio Monumental de Milán, Mausoleo Girola (1941), esculturas de Giannino Castiglioni[18]
- Transformación del Convento de San Vittore en la sede del Museo Nacional de Ciencia y Tecnología Leonardo da Vinci (1947-53), con Gualtiero Galmanini[19]
- Restauración del Ospedale Maggiore, ahora sede de la Universidad de Milán (1949-70), con Gualtiero Galmanini[20]

### Otras Obras
- Restauración del Castillo de Arcimboldi, conocido como "La Bicocca", en Viale Sarca, Milán (1952-54), con Gualtiero Galmanini[21]
- Maison de l'Italie en la Cité Universitaire de París (1952-58)[22]
- Villa Plinii (Lago de Como) en Lierna, Lago de Como (1953-56), con Gualtiero Galmanini[23]
- Sede de Banco Ambrosiano en Piazza Ferrari 10, Milán (1960-66), con Gualtiero Galmanini[24]

## Enlaces
- Gualtiero Galmanini
- Gio Ponti
- Lámpara de cielo estrellado (Portaluppi)